# خضر لطفي بك الخفاجي
خضر لطفي بك الخفاجي بن إبراهيم القائم مقام وصاحب ارفع وسام ذهبي. كان أحد اعيان دير الزور وأول نائب في مجلس المبعوثان. وعضو مجلس العشرة الذي شكله مرعي باشا الملاح في العهد الفيصلي الأول.

## نسبه
وهو من عشيرة البوخريص من قبائل خفاجية التي سكنت الجزيرة الفراتية منذ العهد الراشدي. وانتخبه أهل دير الزور نائبا لهم عام 1908.